# Giewont
Giewont ([ˈɡʲɛvɔnt]) là một khối núi thuộc dãy núi Tatra ở Ba Lan, và có độ cao 1.895 mét so với mực nước biển.
Nó bao gồm ba đỉnh (độ cao m/mét trên mực nước biển):
- SmallGiewont - (Ba Lan Mały Giewont, 1.728 m)
- Great Giewont - (Wielki Giewont, 1.895 m)
- Long Giewont - (Długi Giewont, 1.867 m).

Có một ngọn núi nằm giữa Great và Long Giewont, được gọi là Szczerba (1.823 m). Nó nằm giữa các thung lũng (doliny) của Kondratowa, Małej ki và Strążyska. Long Giewont và Great Giewont nằm ở độ cao cao hơn thị trấn Zakopane gần đó, khiến chúng có thể nhìn thấy rõ từ thành phố đó.
Trên Great Giewont, có một cây thánh giá bằng thép dài 15 m (được dựng lên vào năm 1901) - là một địa điểm hành hương tôn giáo. Khu vực này nổi tiếng với tính chất nguy hiểm của nó khi có giông bão, vì vậy điều này cần được cảnh báo khi du khách trèo lên đỉnh núi.
Địa chất, Giewont gồm hang động dolomit và đá vôi, cũng như đá gơnai và đá granit trong phần phía Nam.
Ghi nhận trường hợp chinh phục đỉnh Giewont lần đầu tiên được thực hiện vào năm 1830 bởi các nhà leo núi Franciszek Herbich và Aleksander Zawadzki. Việc chinh phục ngọn núi Giewont vào mùa đông lần đầu tiên diễn ra vào năm 1904 bởi một nhóm năm người leo núi do Mariusz Zaruski lãnh đạo. Ngày nay, việc leo trèo trên Giewont bị nghiêm cấm. Mặt khác, đi bộ đường dài trên những con đường mòn được cho phép và việc treo lên đỉnh (trừ mùa đông) không khó khăn do đó Giewont là một điểm đến rất phổ biến trong số những người đi dạo và khách du lịch vào Chủ nhật. Vào mùa hè, có tới vài ngàn khách du lịch mỗi ngày lên đỉnh núi.

Giewont nằm trong khu vực của Công viên quốc gia Tatra Ba Lan (Tatrzański Park Narodowy). Trong văn hóa dân gian Ba Lan, nó được liên kết với một truyền thuyết về các hiệp sĩ ngủ quên, người sẽ thức dậy khi Ba Lan gặp nguy hiểm. Hình dạng của các ngọn núi tương tự như một hiệp sĩ đang nằm, trong đó Long Giewont là thân của hiệp sĩ và Great Giewont là khuôn mặt của hiệp sĩ khi nhìn từ bên cạnh (ba "đỉnh" là cằm, mũi và lông mày). Hình ảnh của Giewont khi nhìn từ phía bắc (xem bên dưới) làm cho hình dạng dễ dàng được nhận thấy.

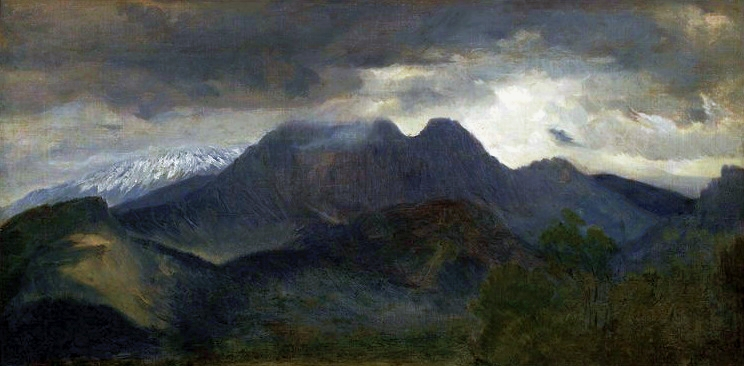
Quang cảnh Giewont của Aleksander Kotsis (sau năm 1870), Bảo tàng Quốc gia tại Warsaw
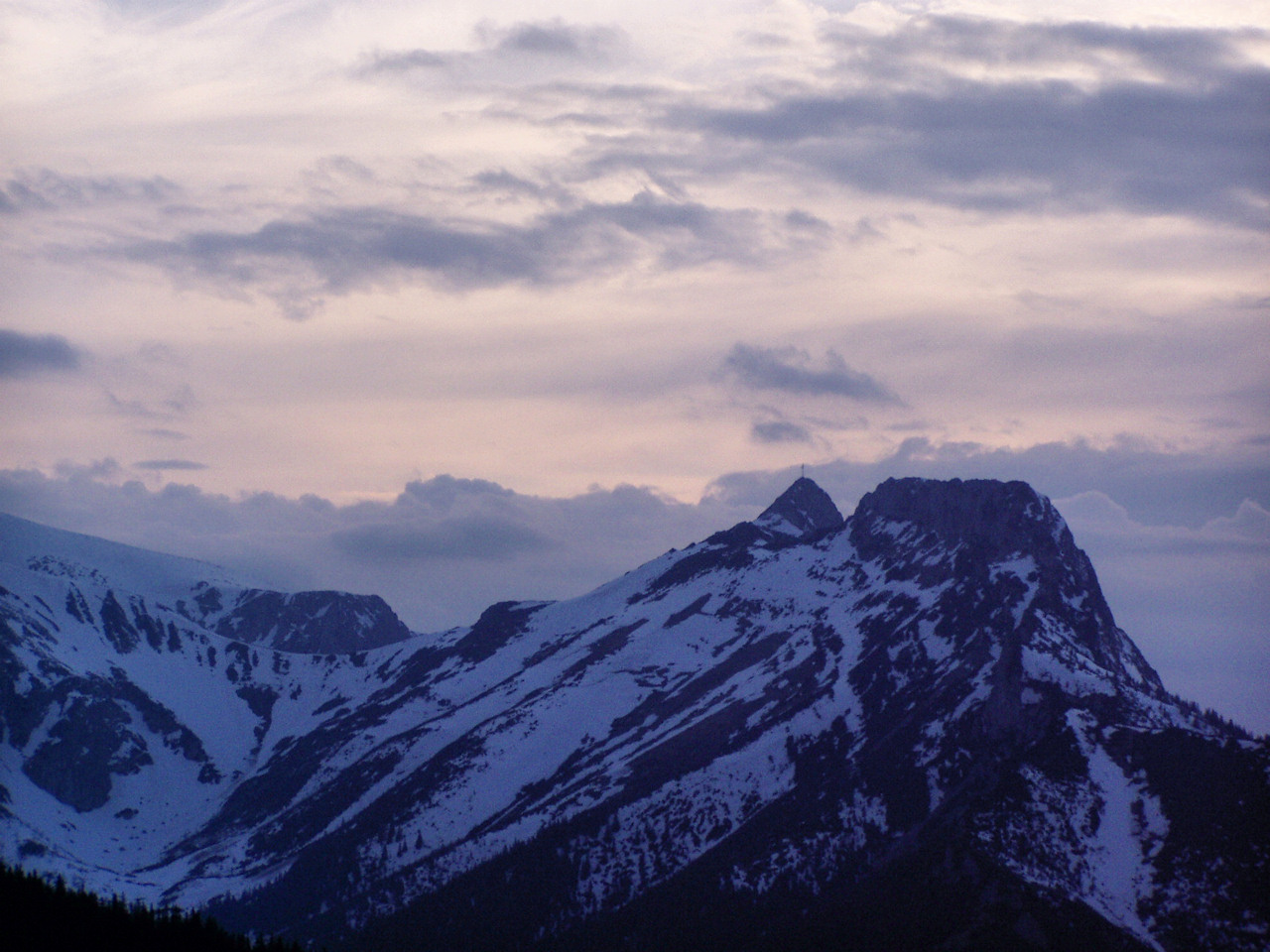
Nhìn từ phía Đông
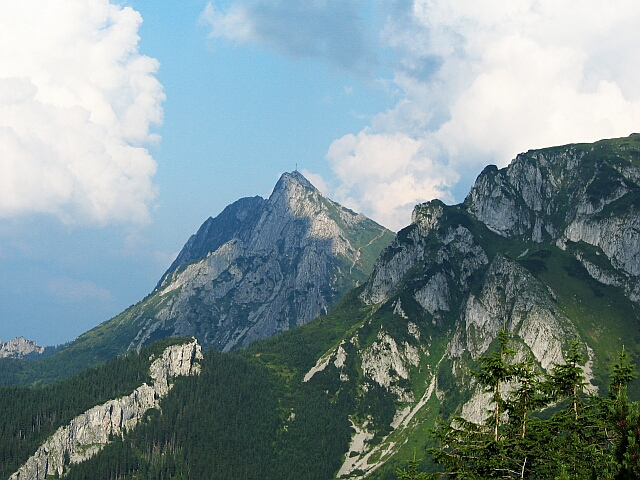
Great Giewont - nhìn từ phía Tây
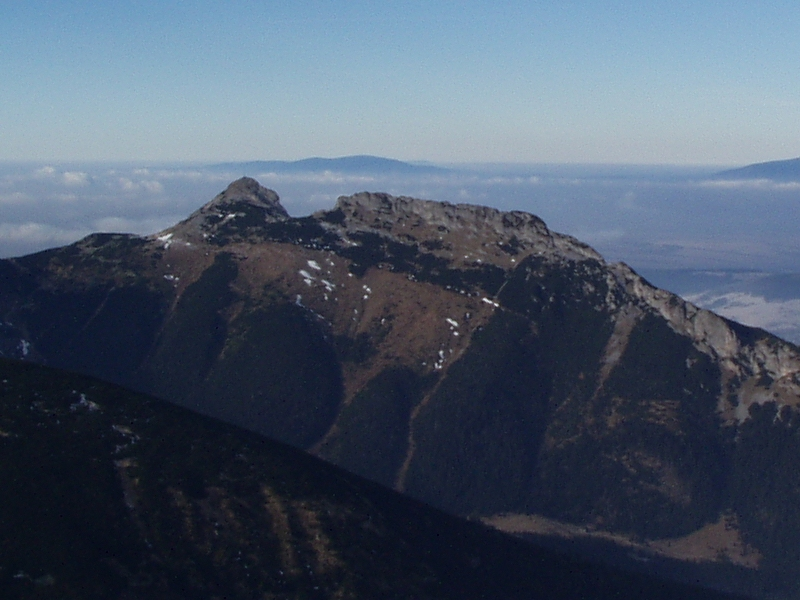
Giewont (massif) - nhìn từ phía Nam